# Albornos
Albornos – gmina w Hiszpanii, w prowincji Ávila, w Kastylii i León, o powierzchni 17,1 km². W 2011 roku gmina liczyła 218 mieszkańców.